# Tranquilo Capozzo
Tranquilo Capozzo Zironda est un rameur argentin né le 25 janvier 1918 aux États-Unis et mort le 14 mai 2003 à Valle Hermoso (Argentine).

## Biographie
Aux Jeux olympiques d'été de 1952 à Helsinki, Tranquilo Capozzo est sacré champion olympique de deux de couple avec Eduardo Guerrero,.